# 고대 이집트 문학

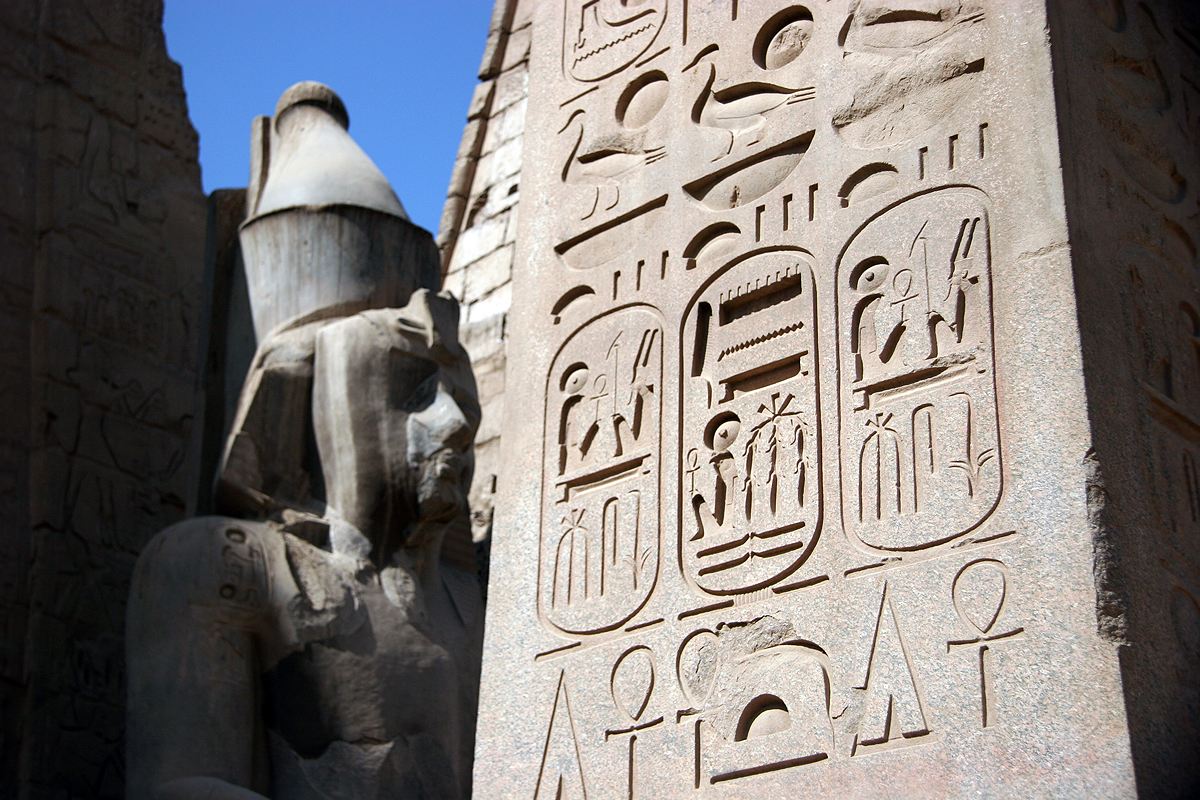

고대 이집트 문학은 고대 이집트의 파라오 시대부터 로마의 지배가 끝날 때까지 이집트어로 쓰였다.
고대 이집트 문학은 그림문자로부터 발달했다. 그림문자는 사물의 특징을 간략히 그린 것이다. 그림문자로부터 표의문자·표음문자가 생겨났다. 표음문자에는 음절문자(2음 이상으로 구성)와 알파벳(1자 1음)이 있다. 이들 문자에 결정사(決定詞：단어의 앞이나 뒤에 붙어서 그 말의 뜻을 정함)가 붙여진 것이 이집트 문자이다.